# Communauté de communes de Balbigny

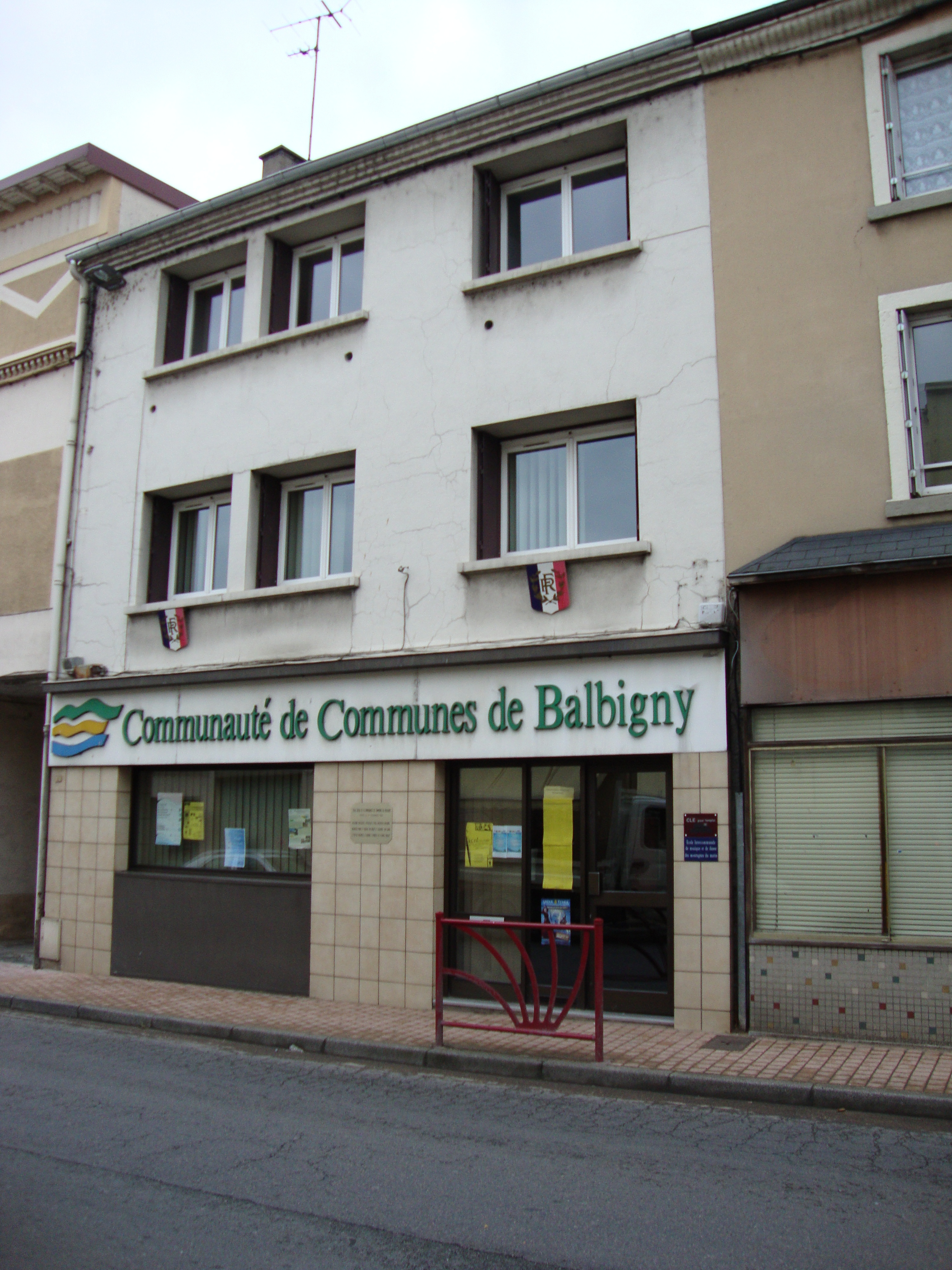
Verwaltungssitz der CC de Balbigny im Ort Balbigny

Die Communauté de communes de Balbigny ist ein ehemaliger französischer Gemeindeverband mit Rechtsform einer Communauté de communes im Département Loire, dessen Verwaltungssitz sich in dem Ort Balbigny befand. Er lag zwischen den Städten Roanne und Saint-Étienne und umfasste einen Abschnitt des Loire-Tals zusammen mit den sich östlich anschließenden Monts du Lyonnais. Der Ende 1993 gegründete Gemeindeverband bestand aus 13 Gemeinden auf einer Fläche von 166,3 km2.

## Aufgaben
Zu den vorgeschriebenen Kompetenzen gehörten die Entwicklung und Förderung wirtschaftlicher Aktivitäten und des Tourismus sowie die Raumplanung auf Basis eines Schéma de Cohérence Territoriale. Der Gemeindeverband bestimmte die Wohnungsbaupolitik. Er betrieb die Straßenmeisterei sowie die Müllabfuhr und ‑entsorgung.

## Historische Entwicklung
Mit Wirkung vom 1. Januar 2017 fusionierte der Gemeindeverband mit
- Communauté de communes des Collines du Matin,
- Communauté de communes de Feurs en Forez,
- Communauté de communes de Forez en Lyonnais, sowie
- Communauté de communes du Pays de Saint-Galmier

und bildete so die Nachfolgeorganisation Communauté de communes de Forez-Est.

## Ehemalige Mitgliedsgemeinden
Folgende 13 Gemeinden gehörten der Communauté de communes de Balbigny an:
| Gemeinde                | Einwohner 1. Januar 2022 | Fläche km² | Dichte Einw./km² | Code INSEE | Postleitzahl |
| ----------------------- | ------------------------ | ---------- | ---------------- | ---------- | ------------ |
| Balbigny                | 2.848                    | 17,0       | 168              | 42011      | 42510        |
| Bussières               | 1.531                    | 16,8       | 91               | 42029      | 42510        |
| Épercieux-Saint-Paul    | 745                      | 7,9        | 94               | 42088      | 42110        |
| Mizérieux               | 537                      | 7,0        | 77               | 42143      | 42110        |
| Néronde                 | 482                      | 8,6        | 56               | 42154      | 42510        |
| Nervieux                | 1.036                    | 19,4       | 53               | 42155      | 42510        |
| Pinay                   | 285                      | 6,6        | 43               | 42171      | 42590        |
| Saint-Cyr-de-Valorges   | 311                      | 9,9        | 31               | 42213      | 42114        |
| Sainte-Agathe-en-Donzy  | 117                      | 3,4        | 34               | 42196      | 42510        |
| Sainte-Colombe-sur-Gand | 386                      | 13,6       | 28               | 42209      | 42540        |
| Saint-Jodard            | 392                      | 6,7        | 59               | 42241      | 42590        |
| Saint-Marcel-de-Félines | 807                      | 22,4       | 36               | 42254      | 42122        |
| Violay                  | 1.210                    | 27,1       | 45               | 42334      | 42780        |